# Lokus (lingvistik)
Lokus är inom lingvistiken ett paraplybegrepp som omfattar både huvud- och dependentmarkering, det vill säga huruvida syntaktiska relationer i ett givet språk tenderar att markeras morfologiskt på antingen på huvudet eller på dess dependent(er) i en fras eller en sats .

## Inledning utan vetenskapliga ord
Teorin som presenteras i denna artikel bygger på att språkvetare anser att språk har en struktur. Strukturen består i att en del av en fras eller en mening anses vara kärnan eller ”huvudet”, och andra delar är beroende av huvudet. Till exempel är ordet ”regering” huvudet i frasen ”landets regering”. Huvudet ”regering” är viktigast bland annat för att man inte kan ta bort det ordet utan att frasens betydelse helt förändras.
I en hel mening är handlingsordet, verbet, meningens huvud enligt vissa språkvetenskapliga teorier. I den engelska meningen ”A cat chases two dogs” (En katt jagar två hundar) anses ”chases” vara huvudet. De beroende delarna av meningen kan kallas ”dependenter”.
Engelskans regler säger att ”a cat” är den dependent som utför handlingen ”jaga”, eftersom ”a cat” nämns först. Men på huvudet ”chases” finns faktiskt information om vilken av dependenterna som utför handlingen. Eftersom ändelsen ‑s finns på ”chases” måste handlingens utövare vara i ental, vilket utesluter ”two dogs”. Relationen mellan ”a cat” och ”two dogs” är att ”a cat” utför handlingen mot ”two dogs”, och information om detta förhållande finns i detta fall också på meningens huvud, ”chases”.
Den tyska meningen ”Den Major kritisiert der General” betyder ”Generalen kritiserar majoren”. Markören ”der” visar att ”General” utför handlingen, och markören ”den” visar att ”Major” utsätts för handlingen. Ordföljden har ingen betydelse, eftersom meningens struktur visas av markörerna ”der” och ”den” på dependenterna.
Denna artikels ämne bygger på två idéer:
1. Språk är uppbyggda av enheter som består av ”huvud” och av ”dependenter”, som är knutna till huvudet.
2. Vilken relation till varandra som olika delar av ett språkligt yttrande har måste visas för att meningen skall bli begriplig. Språk kan klassificeras efter sättet på vilket information om sådana relationer ges. Bland annat finns fallen där angörande information om relationer finns på den språkliga enhetens huvud eller dess dependenter (eller båda eller ingendera[a]). Detta kallas enligt den här beskrivna teorin lokus.

## Inledning med lingvistisk terminologi
Morfologisk markering av syntaktiska relationer (t.ex. av vilka ord som är subjekt respektive objekt) kan placeras antingen på huvudet eller på dess dependent(er). Ett huvud i en given konstruktion är det ord som avgör vilka andra ord som kan förekomma i densamma: i en fras utgörs till exempel huvudet av frasens huvudord (Lisas bok), och resterande ord är huvudets dependenter (Lisas bok), medan huvudet i en sats utgörs av predikatet (Lisa läser boken), och argumenten är dess dependenter (Lisa läser boken). Ett givet språk kan ofta beskrivas som mer tillhörigt en viss lokustyp än en annan lokustyp.  Ett språk kan alltså klassificeras som huvudsakligen. huvud-, dependent-, dubbel- eller icke-markerande) .
Indelandet av språk i olika lokustyper kan utgå från en summering av hur flera olika relationer markeras (t.ex. ägare i possessivfraser, subjekt/objekt/indirekt objekt i satser, objekt i adpositionsfraser, attributiva adjektiv i nominalfraser). En given indelning i lokustyper baserar sig inte nödvändigtvis på markeringar i alla delar av språkens grammatik, då vissa av markeringarna kan spegla universella snarare än språkspecifika tendenser. För att lyfta fram intressanta tendenser krävs således ett urval av markeringar i vissa fraser och satser.
Bland språk som (enligt Nichols & Bickels (2013) indelning ) är på det hela taget huvudmarkerande finns exempelvis abchaziska och acehnesiska, bland dependentmarkerande ryska och japanska, bland dubbelmarkerande grekiska och wembawemba, och bland icke-markerande vietnamesiska och indonesiska.

## Lokustyper

### Inledande anmärkning
Detta avsnitt består av exempelmeningar med åtföljande lingvistisk analys. De lingvistiska analyserna består av svenska ord, men också lingvistiska förkortningar. Dessa förkortningar kan ange:
- ordklasser: DET = determinativt pronomen; PREP = preposition
- grammem inom grammatiska kategorier: 3SG = tredje person singularis; ERG = kasuset ergativ

Förtrogenhet med lingvistiska begrepp fordras för att förstå exemplen nedan.

### Huvudmarkering
(1). Tzutujil (mayanskt; Guatemala; Dayley 1985: 282, 75 )

jar	aak'aalaa7	x-Ø-kee-k'aq			aab'aj

DET	pojkar		COMP-3SG-3PL-kasta	sten

pa		rwi7		ja	jaay

PREP 		toppen.av	DET	hus

‘Pojkarna kastade upp sten på hus(tak)et.’
I exempel (1) kongruerar verbet ”kasta” med subjektet (3PL) och objektet (3SG), vilkas former och placeringar avgör deras respektive grammatiska relationer. Verbet är satsens huvud, orden ”sten” och ”pojkar” dess dependenter. Eftersom dependenterna ”sten” och ”pojke” saknar markering, kan konstruktionen i (1) klassas som huvudmarkerande. 
(2). Ungerska (Nichols 1986:57) 

az	ember	ház-a

DET	man	hus-3SG
I exempel (2) har huvudet ”hus” ett pronominellt affix, vilket visar att huset ägs av mannen. Liksom exempel (1) är detta en huvudmarkerande konstruktion.

### Dependentmarkering
(3). Uradhi (pamanskt; Australien; Crowley 1983: 339) 

wutpu-nku		uma-Ø		ute-n

gammal.man-ERG	ved.ABS	plocka.upp-PST

‘Den gamle mannen hämtade ved.’
I exempel (3) visar kasusmarkeringarna på substantiven ”gammal man” och ”ved” deras grammatiska relationer. Substantiven är verbets dependenter. Eftersom verbet saknar markering, kan konstruktionen i (3) klassas som dependentmarkerande.
(4). Engelska (Nichols 1986: 57) 

the	man-’s		house

DET	man-GEN	hus

I exempel (4) visar genitivändelsen på dependenten man att huvudet house ägs av mannen. Detta illustrerar liksom exempel (3) en dependentmarkering.

### Dubbelmarkering
(5). Belhare (tibeto-burmanskt; Nepal; Bickel, egna fältanteckningar)

kubaŋ-chi-ŋa		pitcha-chi		n-ten-he-chi

apa-NSG-ERG	barn-NSG.ABS 3NSG.A-slå-PST-3NSG.P

‘Aporna slog barnen’
I exempel (5) finns både kasusmarkeringar på substantiven och ett verb som kongruerar med dessa. De grammatiska relationerna subjekt och objekt markeras således både på substantiven och på verbet, varför konstruktionen i exempel (4) kan klassas som dubbelmarkerande.
(6). Mangarrayi (norra Australien; Merlan 1982: 30) 

Ø–n̩i–n̩awu		n̩a-mur̩imur̩i-wunyan-gu-bayi

N.ABS-namn-hans	M.NOM-fars.far-3PL-GEN-FOC

‘Deras pappas farfars namn’
I exempel (6) är både ägaren (3PL-GEN) och det ägda kasusmarkerade (-n̩awu  ”hans”). Konstruktionen i exempel (6) klassas därför som dubbelmarkerande.

### Icke-markering
(7). Thailändska (Nichols, egna fältanteckningar)

Daang hŭaróo Dam

Dang skratta Dam

‘Dang skrattade åt Dam.’

I exempel (7) markeras de syntaktiska relationerna varken på verbet eller dess argument. Denna konstruktion kan därför klassas som icke-markerande.
(8). Engelska (Nichols 1986: 65)
grocery store

‘livsmedelsaffär’
I exempel (8) visas en engelsk sammansättning, i vilken relationen mellan huvudet ‘store’ och dependenten ‘grocery’ är omarkerad. Konstruktionen kan således klassas som icke-markerande.

### Övriga typer
Utöver de ovan nämnda huvud-, dependent-, dubbel- och icke-markerande, finns även ett flertal ytterligare lokustyper. Dessa är alla relativt lågfrekventa. En av de övriga typerna är till exempel fri (flytande) markering, vilket innebär att markeringen – snarare än att placeras på huvudet eller dependenten i en fras – fogas till ett annat ord utifrån en relativ position till huvudet eller frasens gränser .

## Historia och språktypologisk relevans
Begreppen huvud- och dependentmarkering myntades först på 1980-talet, av lingvisten Johanna Nichols (1986). De fungerar som en värdefull generalisering inom språktypologin, då de möjliggör en ihopslagning av en mängd olika morfologiska kategorier och processer till två övergripande typer (Nichols 1986: 65-66). Se tabell 1 nedan (översatt från Nichols artikel) för en illustration av just detta.
Tabell: abstrahering av morfologiska kategorier med hjälp av lokusbegrepp (Nichols 1986: 64) .
| Dependentmarkerande                        | Huvudmarkerande                                |
| ------------------------------------------ | ---------------------------------------------- |
| Kasus                                      | Verbkongruens/koreferens med nominala argument |
| Adnominalt genitiv                         | Inkorporering                                  |
| Infinita verb                              | Instrumentalis/direktionalisaffix på verb      |
| Adjektivkongruens                          | Böjda adpositioner                             |
| Oböjda adpositioner för att uttrycka kasus | Pronominella (possessiv-)affix på substantiv   |

### Geografisk distribution av lokustyper
De olika lokustyperna är mer eller mindre vanliga på olika platser i världen. Huvudmarkerade satser är vanliga i Amerika, Australien och Nya Guinea, men i övrigt mycket ovanliga. Dependentmarkerade satser är vanliga i Eurasien och Nordafrika, men ganska sällsynta i Nord- och Sydamerika. De finns även i delar av Australien och Nya Guinea. Dubbelmarkering är särskilt vanligt i Australien och västra Amerika, men finns även i viss utsträckning i övriga Amerika, Australien, Nya Guinea och i södra delen av Eurasien. Icke-markerade objekt är vanliga i Sydostasien och Västafrika, vilket är i linje med dessa språkområdens generellt enkla morfologi. De icke-markerade objekten förekommer dock även mycket ofta i Nya Guinea, samt är relativt vanliga i Östafrika och Central- och Sydamerika, bland språk med medelhög till hög morfologisk komplexitet .

### Pragmatiska funktioner hos lokusmarkering
Lokusmarkering kan variera inom ett och samma språk, vanligen i olika delar av dess grammatik. I vissa språk kan dock valet mellan huvud- och dependensmarkering styras av pragmatiska faktorer. I exempelvis italienska tenderar topikal information att huvudmarkeras, medan dependentmarkering normalt står för fokus. Den förra lokustypen är vidare vanlig i informellt, talat språk, medan den senare oftare används i formellt, skrivet språk (Viti 2009: 463) .
Lokusmarkeringens potentiellt pragmatiska funktion kan illustreras med hjälp av ett exempel på ”split-markering” i engelska possessivfraser. Split-markering innebär att samma relation kan kodas på mer än ett sätt, i detta fall antingen med huvud- eller dependentmarkering. Engelska possessivfraser tenderar att huvudmarkeras ifall huvudet har en mänsklig referent som i en given diskurs representerar gammal information (t.ex. John’s book), och dependentmarkeras ifall huvudet är inanimat och ska representera ny information (t.ex. Books of the Bible) (Viti 2009: 477) . I dessa exempel blir John till topik (gammal information) och the Bible till fokus (ny information).